# Liste der Kulturdenkmäler in Wörrstadt
In der Liste der Kulturdenkmäler in Wörrstadt sind alle Kulturdenkmäler der rheinland-pfälzischen Stadt Wörrstadt aufgeführt. Für den Stadtteil Rommersheim, siehe Liste der Kulturdenkmäler in Wörrstadt-Rommersheim. Grundlage ist die Denkmalliste des Landes Rheinland-Pfalz (Stand: 25. März 2025).

## Denkmalzonen
| Bezeichnung                          | Lage                                                      | Baujahr                | Beschreibung | Bild                           |
| ------------------------------------ | --------------------------------------------------------- | ---------------------- | --- | ------------------------------ |
| Denkmalzone Ortsbefestigung          | Wallstraße, Ulmenstraße und andere Lage                   |                        | mehrere Abschnitte der im Ursprung mittelalterlichen Wall-Doppelgraben-Befestigung; im Graben: Befreiungsdenkmal, pyramidenartiger Steinbau, 1930 | Fotos hochladen                |
| Denkmalzone Alter Jüdischer Friedhof | Eichenring Lage                                           | 1849                   | 15 Sandsteinstelen, 1849 bis 1871 | weitere Bilder Fotos hochladen |
| Denkmalzone Friedhof                 | Gabsheimer Weg Lage                                       | ab dem 17. Jahrhundert | barocke, klassizistische, späthistoristische Grabsteine und zwei Grabstätten des 20. Jahrhunderts (Boehm, Rittmann); Veteranenstein, klassizistisch, bezeichnet 1846; Kriegerdenkmal 1914/18, neuklassizistisch, 1920er Jahre, Kunststein; in der Trauerhalle Putzrelief und Goldmosaik, 1965 von Gustel Stein, Mainz | Fotos hochladen                |
| Denkmalzone Neuer jüdischer Friedhof | Gabsheimer Weg, innerhalb des christlichen Friedhofs Lage | 1873                   | 77 Grabsteine, 1873 bis 1937 | Fotos hochladen                |

## Einzeldenkmäler
| Bezeichnung                       | Lage                                          | Baujahr         | Beschreibung | Bild                                    |
| --------------------------------- | --------------------------------------------- | --------------- | --- | --------------------------------------- |
| Wohnhaus                          | Friedrich-Ebert-Straße 3 Lage                 | 1589            | Putzbau, Krüppelwalmdach, 1589 | Fotos hochladen                         |
| Wohnhaus                          | Friedrich-Ebert-Straße 6 Lage                 | 18. Jahrhundert | barocker abgewalmter Mansarddachbau, 18. Jahrhundert | Fotos hochladen                         |
| Hofanlage                         | Friedrich-Ebert-Straße 12 Lage                | 18. Jahrhundert | Dreiseithof; Eckwohnhaus, teilweise Fachwerk (verputzt), 18. Jahrhundert | Fotos hochladen                         |
| Torbogen                          | Friedrich-Ebert-Straße, an Nr. 33 Lage        | um 1609         | Torbogen, um 1609 | BW                                      |
| Kreuz                             | Friedrich-Ebert-Straße, an Nr. 98 Lage        | 15. Jahrhundert | Kreuz, Stein, 15. Jahrhundert | Fotos hochladen                         |
| Schiller-Denkmal                  | Gabsheimer Weg, am christlichen Friedhof Lage | 1905            | Pyramide mit Bildnistondo, bezeichnet 1905 | Fotos hochladen                         |
| Wohnhaus                          | Hermannstraße 5, Pfarrstraße 1 Lage           | 1588            | Doppelwohnhaus, bezeichnet 1588 und 1589 | Fotos hochladen                         |
| Zunftzeichen                      | Hermannstraße, an Nr. 17 Lage                 | 1756            | zwei Bäckerzeichen, bezeichnet 1727 und 1756 | Fotos hochladen                         |
| Hofanlage                         | Hermannstraße 27 Lage                         | um 1800         | Hofanlage; spätbarockes Fachwerkhaus, teilweise massiv, Krüppelwalm, um 1800 | Fotos hochladen                         |
| Evangelisches Gemeindehaus        | Hermannstraße 45 Lage                         | 1920er Jahre    | stattlicher abgewalmter Mansarddachbau, barockisierender Heimatstil, 1920er Jahre | Fotos hochladen                         |
| Backesbrunnen                     | Hermannstraße, Ecke Obere Laugasse Lage       | 1931            | Backesbrunnen, bezeichnet 1931 | Fotos hochladen                         |
| Hofanlage                         | Marktstraße 2 Lage                            | 1773            | Vierseithof; im Kern barockes Wohnhaus, teilweise Fachwerk (verputzt), bezeichnet 1773, Scheune bezeichnet 1847 | BW                                      |
| Hofanlage                         | Marktstraße 4 Lage                            | 18. Jahrhundert | Dreiseithof; barockes Fachwerkhaus, teilweise massiv, 18. Jahrhundert | BW                                      |
| Neunröhrenbrunnen                 | Neunröhrenplatz Lage                          | 1608            | Brunnenanlage, 1608 erwähnt, bezeichnet 1779 und 1817, Ausbau 1930 | weitere Bilder Fotos hochladen          |
| Katholische Kirche St. Laurentius | Pariser Straße 42 Lage                        | 1837 bis 1842   | Saalbau im Rundbogenstil, 1837 bis 1842 | weitere Bilder Fotos hochladen          |
| Evangelische Laurentiuskirche     | Pariser Straße 48 Lage                        | 12. Jahrhundert | im Kern romanische dreischiffige Pfeilerbasilika, im 12. Jahrhunderts begonnen bis 1226, spätgotischer Umbau, Langhaus um 1500, Seitenschiffe nachgotisch, vom Anfang des 17. Jahrhunderts, Glockengeschoss 1819, Dächer 1854 | weitere Bilder Fotos hochladen          |
| Wehrturm                          | Pariser Straße, bei Nr. 48 Lage               | 1624            | Wehrturm der ehemaligen Friedhofsbefestigung, Bruchstein, bezeichnet 1624 | Fotos hochladen                         |
| Gasthaus Zum Goldenen Löwen       | Pariser Straße 50 Lage                        | 1798            | spätbarocker Mansarddachbau, bezeichnet 1798 | Fotos hochladen                         |
| Hofanlage                         | Pariser Straße 51/51a Lage                    | um 1850/60      | Hofanlage, um 1850/60; Gewölbestall, 1855; Scheune, 1853 | BW                                      |
| Apotheke                          | Pariser Straße 58 Lage                        | 1718            | im Kern barocker Putzbau, bezeichnet 1718; Obergeschoss 1886 in gründerzeitlichen Formen erneuert; städtebaulich wichtig | Fotos hochladen                         |
| Torbogen                          | Pariser Straße, an Nr. 73 Lage                | 1743            | barocker Torbogen, bezeichnet 1743 | BW                                      |
| Wohnhaus                          | Pariser Straße 74 Lage                        | 1756            | im Kern barockes Wohnhaus, bezeichnet 1756 und 1757; Torbogen bezeichnet 1799 | Fotos hochladen                         |
| Rathaus                           | Pariser Straße 75 Lage                        | 1893            | spätgründerzeitlicher Backsteinbau, 1893 | Fotos hochladen                         |
| Amtsgericht Wörrstadt             | Pariser Straße 76 Lage                        | 1848            | ehemaliges Amtsgericht; spätklassizistischer Sandsteinquaderbau, Walmdach, 1848; späthistoristisches Rückgebäude, um 1900 | Fotos hochladen                         |
| Posthof                           | Pariser Straße 83 Lage                        | 1807            | ehemaliger Posthof; nachbarocker Fachwerkbau, teilweise massiv oder verschiefert, Krüppelwalmdach, bezeichnet 1807 | Fotos hochladen                         |
| Spolien                           | Pariser Straße, Ecke Ulmenstraße Lage         |                 | Spolien: Grenzstein, bezeichnet 1613; Säule vom ehemaligen rheingräflichen Schloss, 1787/88; barocker Reliefstein (vom Schloss?), zweite Hälfte des 18. Jahrhunderts; zwei Pfosten einer ehemaligen Ruhbank                   | BW                                      |
| Evangelisches Pfarrhaus           | Pfarrstraße 13 Lage                           | 1745            | stattlicher barocker Krüppelwalmdachbau, 1745, wohl mit älteren Teilen | Fotos hochladen                         |
| Kindergarten                      | Pfarrstraße 14 Lage                           | 1890/91         | ehemalige Schule, gründerzeitlicher Backsteinbau, 1890/91 | Fotos hochladen                         |
| Architekturteile                  | Steinstraße, an Nr. 2 Lage                    | ab 1587         | Architekturteile der Renaissance: zwei pfostengeteilte Fenster, eins bezeichnet 1587; Portal, bezeichnet 1617 | BW                                      |
| Wohnhaus                          | Talstraße 5 Lage                              | 1605            | Fachwerkhaus, teilweise massiv, bezeichnet 1605 und 1791 | Fotos hochladen                         |
| Reliefstein                       | Wallstraße                                    | 18. Jahrhundert | Reliefstein, barock, 18. Jahrhundert | Direkt Bild zu diesem Denkmal hochladen |
| Tagelöhnerhaus                    | Wallstraße 18 Lage                            | 18. Jahrhundert | teilweise Fachwerk, im Kern aus dem 18. Jahrhundert, Umbau um 1850 | Fotos hochladen                         |
| Wasserbehälter                    | südlich des Ortes; Flur Auf dem Knopf Lage    | 1905            | Jugendstiltypenbau, bezeichnet 1905 | weitere Bilder Fotos hochladen          |

## Ehemalige Kulturdenkmäler
| Bezeichnung | Lage                           | Baujahr         | Beschreibung                                                                      | Bild            |
| ----------- | ------------------------------ | --------------- | --------------------------------------------------------------------------------- | --------------- |
| Wohnhaus    | Friedrich-Ebert-Straße 16 Lage | 18. Jahrhundert | Fachwerkhaus, im Kern wohl aus dem 18. Jahrhundert (?); aus Denkmalliste gelöscht | Fotos hochladen |